# 고고학 최고 평의회

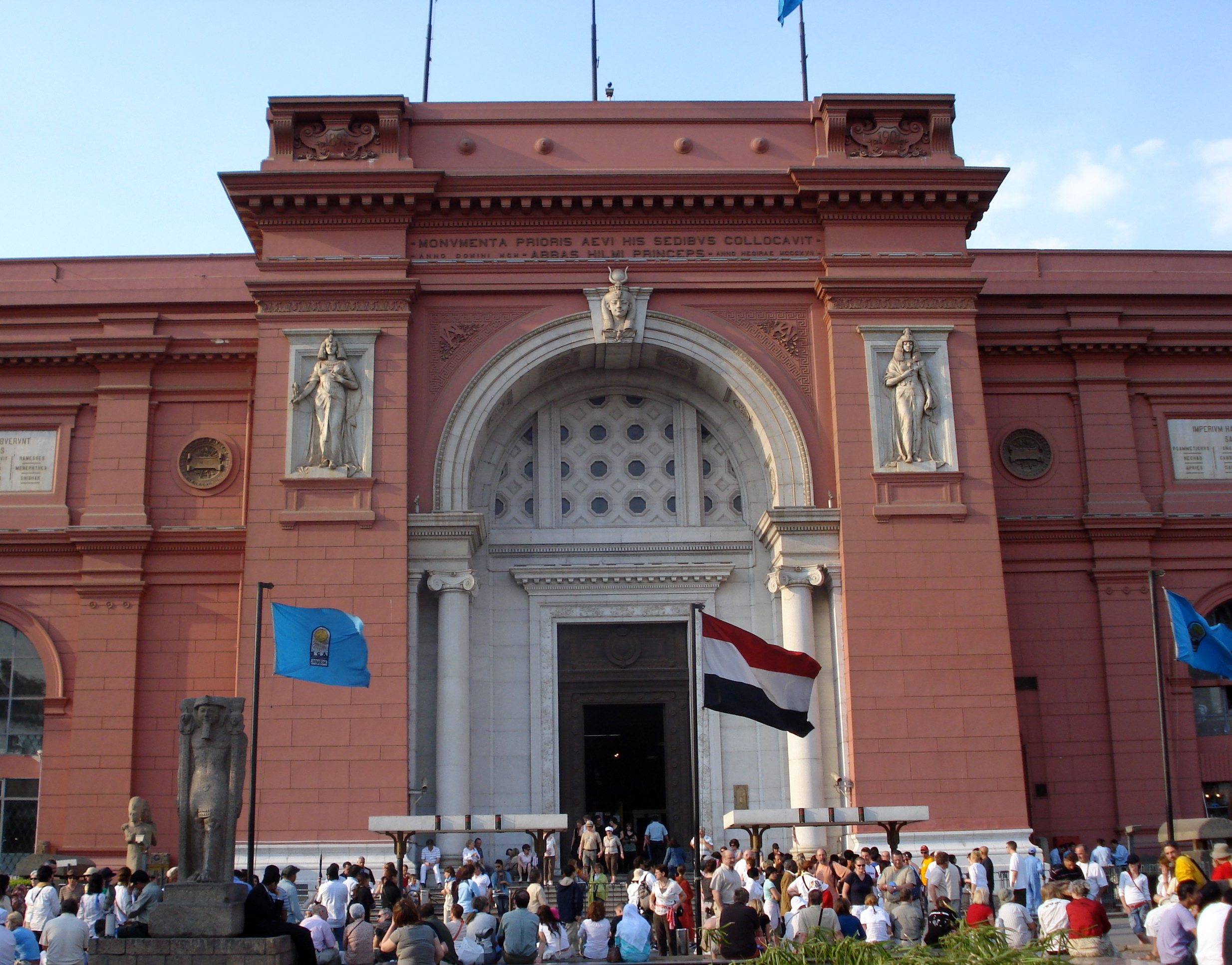
이집트 박물관의 입구.

고고학 최고 평의회(考古學最高評議會, 영어: Supreme Council of Antiquities, SCA)는 고고학에 관한 업무를 담당하는 이집트 문화부의 산하 부서이다. 이집트에 있는 고고학 유적의 발굴과 거기에서 발견된 발굴품 등을 보호, 규제, 저장한다.